# Zbigniew Leszek Grzywaczewski
Zbigniew Leszek Grzywaczewski (ur. 19 lipca 1920 w Warszawie, zm. 28 sierpnia 1993 w Gdańsku) – polski działacz konspiracji niepodległościowej podczas II wojny światowej, autor amatorskich zdjęć z okresu okupacji niemieckiej, uczestnik powstania warszawskiego.

## Życiorys
Był synem Stanisława i Zofii. Należał do 21 Warszawskiej Drużyny Harcerskiej. Ukończył I Państwowe Gimnazjum i Liceum im. Stefana Batorego w Warszawie (do klasy uczęszczał między innymi z Janem Bytnarem i Maciejem Dawidowskim). Maturę uzyskał w 1939. Podczas okupacji niemieckiej od 1941 pracował w Warszawskiej Straży Ogniowej. Jako strażak skierowały był między innymi do getta warszawskiego w trakcie jego pacyfikacji przez siły niemieckie (w getcie pracował prawdopodobnie od 21 kwietnia do 15 maja 1943). Do jego zadań należało pilnowanie, żeby pożar nie przenosił się na domy po tzw. stronie aryjskiej. Jednocześnie podczas okupacji, Grzywaczewski należał do konspiracji. Podczas powstania warszawskiego służył w oddziałach pożarniczych Korpusu Bezpieczeństwa. W trakcie powstania został ranny w nogę.
Po wojnie pracował w Straży Pożarnej w Katowicach. Następnie ukończył studia na Wydziale Budownictwa Okrętowego Politechniki Gdańskiej i pracował w Polskim Rejestrze statków oraz Instytucie Morskim. Należał do redaktorów czasopisma Budownictwo Okrętowe.
Był między innymi kawalerem  Srebrnego Krzyża Zasługi (dwukrotnie).

## Działalność fotograficzna

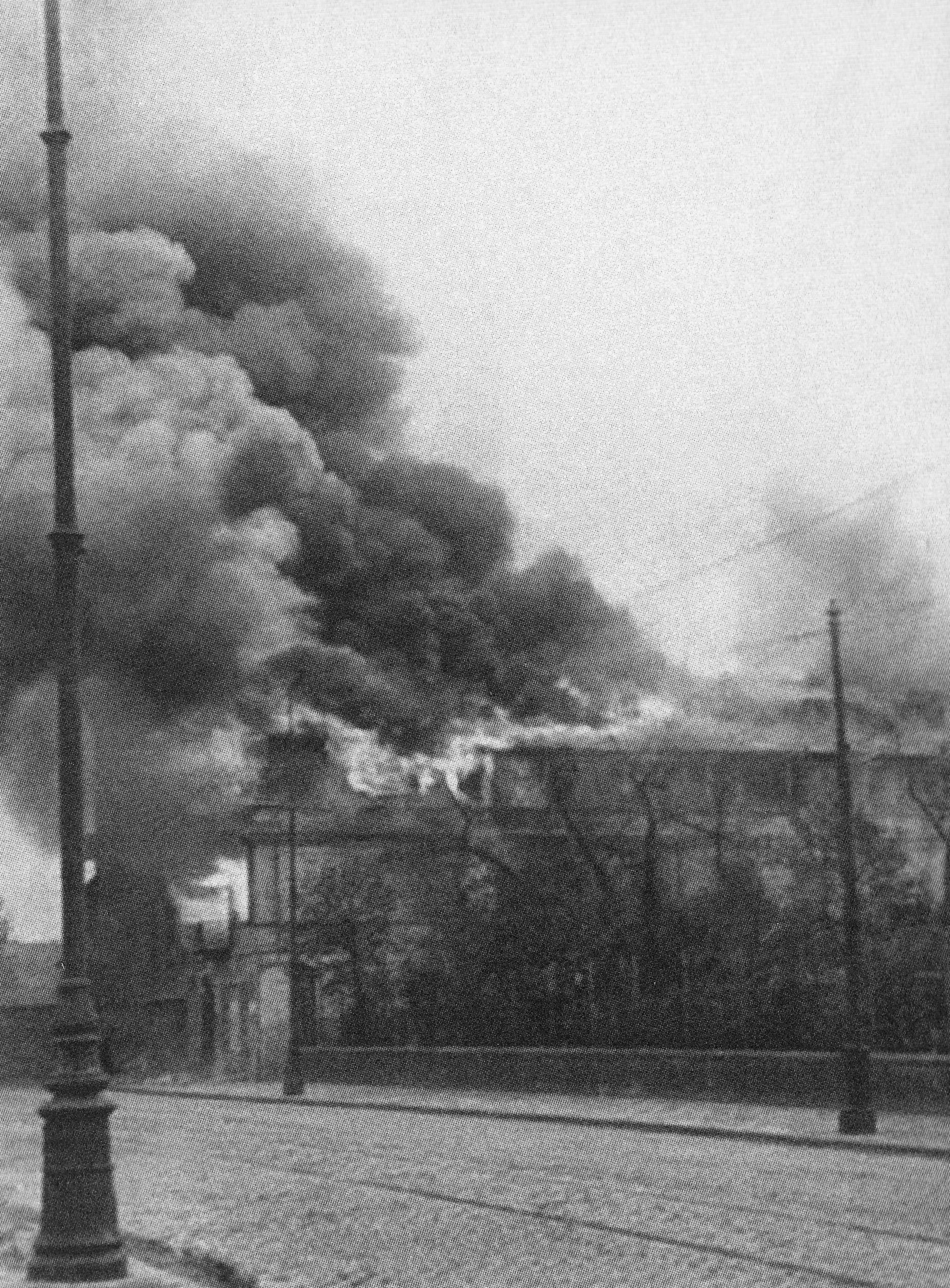
Jedno ze zdjęć autorstwa Zbigniewa Leszka Grzywaczewskiego wykonanych w trakcie powstania w getcie warszawskim

Przez cały okres okupacji niemieckiej wykonywał amatorsko zdjęcia w tym między innymi podczas powstania w getcie warszawskim. Zdjęcia Grzywaczewskiego określane są jako jedyne znane zdjęcia zrobione wewnątrz getta w czasie powstania, które nie są autorstwa Niemców. Odbitki tych zdjęć znajdują się w zbiorach Muzeum Holokaustu w Waszyngtonie i Żydowskiego Instytutu Historycznego w Warszawie. Negatyw zawierający 33 zdjęcia Grzywaczewskiego z getta został odnaleziony w 2022, w zbiorach rodzinnych.

## Życie prywatne
Był żonaty z Marią Magdaleną Paprocką (1923–2013). Mieli dwoje dzieci: córkę Dorotę (ur. 1953) oraz syna Macieja (ur. 1954), producenta filmowego, przedsiębiorcę, wydawcę i działacza opozycji demokratycznej w okresie PRL. Jego wnukiem jest socjolog Mikołaj Pawlak.

## Wybrana bibliografia autorska
- Analiza technicznego stanu bezpieczeństwa statków (Wydawnictwo Instytutu Morskiego, Gdańsk, 1967)
- Instalacje przeciwpożarowe na małych statkach towarowych i rybackich (Wydawnictwo Instytutu Morskiego, Gdańsk, 1965)
- Niezawodność statku transportowego w świetle awaryjności w Polskiej Marynarce Handlowej (Wydawnictwo Instytutu Morskiego, Gdańsk, 1971)
- Okręty i żegluga (Wydawnictwa Naukowo-Techniczne, Warszawa, 1977)
- Walka z pożarami w portach (Wydawnictwo Morskie, Gdynia, 1982)
- Walka z pożarami na statkach (Wydawnictwo Morskie, Gdynia, 1982)
- Wspomnienia strażaków uczestników Powstania Warszawskiego (Komenda Główna Państwowej Straży Pożarnej, Warszawa, 1992) wspólnie z Jerzym Stahlem-Stalą
- Współczesne statki rybackie (Wydawnictwo Morskie, Gdynia, 1959)